# إيان سيدون
إيان سيدون (بالإنجليزية: Ian Seddon)‏ هو لاعب كرة قدم بريطاني في مركز الوسط، ولد في 14 أكتوبر 1950 في برستبوري في المملكة المتحدة. لعب مع بولتون واندررز وستوكبورت كونتي وكامبريدج يونايتد وماكليسفيلد تاون ونادي تشستر سيتي ونادي تشيسترفيلد ونادي رانكورن هالتون ونادي روتشديل وويغان أتلتيك.